# Rough cut
En cinematografía, el rough cut, corte en grueso, o corte en bruto, se refiere a la creación de un único registro de medios mediante la adaptación de los archivos de medios obtenidos durante la producción al texto del guion de la producción. El propósito de editar de esta manera es sincronizar las imágenes y los sonidos con el guion. La etapa de corte preliminar puede incluir metraje de "guión gráfico" o archivos de audio sin editar en lugar de escenas que aún no se han filmado. La calidad o la duración de las imágenes multimedia añadidas en esta etapa no es tan importante. Por esta razón, en esta etapa de edición se ven aumentos repentinos de volumen y transiciones rápidas de escena.